# Protestas fronterizas de Gaza de 2018-2019
Las protestas fronterizas de Gaza, denominadas por sus organizadores Gran Marcha del Retorno fueron una campaña convocada el 30 de marzo de 2018, durante el Día de la Tierra palestina, en la que decenas de miles de palestinos participaron frente a la frontera israelí en la Franja de Gaza. Las protestas en ocasiones se han tornado violentas hacia los protestantes palestinos desarmados, por parte de los francotiradores israelíes. Las fuerzas israelíes han matado hasta finales de enero de 2019 a al menos 312 palestinos, incluidos médicos, periodistas, discapacitados y al menos 59 niños. Aproximadamente 29.000 manifestantes han resultado heridos, (entre ellos, 370 médicos y enfermeros, 3.565 niños, 1.168 mujeres y 104 ancianos), todos ellos en territorio gazatí, de los que más de 17.000 han recibido impactos de bala. Más de 120 manifestantes han sufrido amputaciones por las heridas de bala. Como resultado de los más de 300 manifestantes muertos, tan solo un soldado israelí ha sido condenado a un mes de cárcel por «desobedecer una orden que causó la muerte de un adolescente palestino».
El 31 de marzo de 2018, primer día de protestas, murieron 17 palestinos y otro centenar resultaron heridos por disparos de francotiradores israelíes. Según Israel, ocho miembros de las Brigadas de Ezzeldin Al-Qassam de Hamás estaban entre los asesinados; Hamás dio la cifra de cuatro miembros de dichas brigadas. El Ministerio de Sanidad de la Franja de Gaza dio la cifra de 1.416 heridos, unos cien por fuego real, el resto por balas de plomo recubiertas de goma o por intoxicación por gases lacrimógenos. Cerca de 30.000 personas acudieron a la frontera entre Gaza e Israel, exigiendo que los refugiados palestinos y sus descendientes puedan ejercer su derecho de retorno a Israel. Durante las protestas, se lanzaron cócteles Molotov en dirección a la frontera. Según fuentes del ejército israelí, dos militantes armados con rifles AK-47 y granadas de mano fueron asesinados cuando trataban de abrir una brecha en la valla fronteriza.
Una segunda ola de grandes protestas comenzó el viernes 6 de abril de 2018. Los manifestantes palestinos llevaron grandes cantidades de neumáticos para crear escudos de humo para las protestas. Según los testigos, los palestinos usaron piedras y cócteles Molotov, mientras que los militares israelíes utilizaron gas lacrimógeno y munición real. Pero el mayor número de víctimas llegó el 14 de mayo, cuando las protestas de la Marcha del Retorno se solaparon con el traslado de la embajada estadounidense a Jerusalén. En lo que numerosos medios internacionales y representantes oficiales tildaron de matanza, masacre o «intolerable violación de los derechos humanos», las protestas frente a la valla fronteriza se saldaron con 60 muertos por disparos de francotiradores y 2.400 heridos, la mitad de ellos por impacto de bala.
A finales de octubre de 2018, los esfuerzos mediadores de las autoridades egipcias llegaron a un principio de acuerdo según el cual Israel se comprometía a relajar el bloqueo de la Franja de Gaza (aumentando las millas náuticas para los pescadores gazatíes y permitiendo la entrada de petróleo y de dinero catarí para pagar a los funcionarios de Hamás) mientras que las distintas milicias de la Franja se comprometían a limitar las marchas y a detener el lanzamiento de cometas y globos incendiarios. Sin embargo, una fallida operación secreta israelí en el interior de la Franja desencadenó una serie de bombardeos por ambas partes que acabó por frustrar este acuerdo. Tras unas semanas sin muertos en las manifestaciones, los francotiradores israelíes volvieron a matar a cinco manifestantes palestinos en los últimos días de 2018. Desde el comienzo de 2019 han proseguido las manifestaciones y el número de víctimas mortales ha seguido aumentando, aunque a un ritmo más lento. Las protestas han conseguido una serie de pequeñas mejoras en la calidad de vida de los gazatíes: desde una ligera relajación del bloqueo israelí hasta la ampliación hasta 15 millas náuticas de la zona costera en la que pueden pescar las embarcaciones de la Franja, pasando por una ampliación de los permisos de trabajo en Israel. A finales de 2019, el comité organizador de la marcha anunció que se detendrían hasta marzo de 2020, y que desde ese momento se reanudarían con una frecuencia mensual para facilitar las negociaciones entre las autoridades israelíes y gazatíes, que estaban trabajando para la suavización del bloqueo de la Franja de Gaza y la mejora de las condiciones de vida de su población civil.
El uso de fuerza letal por parte de Israel ha sido condenado por organizaciones de derechos humanos y ha sido criticado por funcionarios de las Naciones Unidas, especialmente a raíz de las declaraciones de un portavoz del ejército israelí que declaró «sabemos donde acaba cada una de las balas». Los líderes militares y civiles israelíes han elogiado a las tropas israelíes por sus acciones, que describen como medidas defensivas necesarias. Kuwait ha propuesto dos declaraciones del Consejo de Seguridad de las Naciones Unidas que piden una investigación sobre el asesinato de manifestantes palestinos por parte de Israel, pero Estados Unidos las ha bloqueado a las dos. El Consejo de Derechos Humanos de las Naciones Unidas solicitó igualmente una investigación de los hechos con 29 votos a favor y solo dos en contra. El informe de esta comisión investigadora de la ONU ha acusado a Israel de disparar de manera intencionada a niños y periodistas en las manifestaciones, indicando a su vez que observa «indicios racionales de violaciones de los derechos humanos y de la ley humanitaria internacional, y en algunos casos constitutivos de crímenes de guerra y contra la humanidad».

## Antecedentes

Mapa de la Franja de Gaza

Los motivos por los que se organiza esta Marcha del Retorno son diversos, aunque el principal está relacionado con la Nakba, la expulsión o huida de unos 700.000 palestinos (unos dos tercios de la población) de sus tierras ante el empuje de las tropas judías durante la Guerra árabe-israelí de 1948. Al finalizar la guerra, Israel negó a estos refugiados el derecho de volver a sus hogares, requisando sus propiedades bajo la Ley de Propiedad Ausente. Ese es el derecho de retorno al que hace alusión la Marcha del Retorno. 
Las protestas comenzaron el Día de la Tierra, fecha en la que el pueblo palestino conmemora anualmente el asesinato en 1976 de seis israelíes de origen palestino que protestaban por la incautación de tierras árabes por parte del gobierno israelí. Además, los manifestantes protestan también contra el Bloqueo de Gaza, ejecutado por Israel y Egipto, que impide la entrada o salida de personas y productos en la Franja de Gaza, algo que le ha otorgado el calificativo de «la mayor prisión del mundo» y que ha causado una severa crisis humanitaria que ha llevado a la ONU a declarar que este territorio será «inhabitable» a partir de 2020. Por otro lado, las protestas del 14 de mayo tuvieron también relación con el traslado de la embajada israelí de Tel Aviv a Jerusalén, condenada por la ONU y por la mayor parte de la comunidad internacional.
Los organizadores del evento, incluida la autoridad del gobierno local Hamás y varias facciones palestinas, han alentado a miles de palestinos a converger en la frontera israelí. Si bien múltiples facciones han respaldado las protestas, todos han participado bajo el símbolo compartido de la bandera nacional palestina.
En febrero de 2018, cuatro soldados del ejército israelí resultaron heridos por un artefacto explosivo oculto en una bandera palestina colocada en la cerca fronteriza de Gaza durante una protesta palestina. Una semana antes de la primera Marcha del Retorno, soldados israelíes arrestaron a un sospechoso que cruzó al territorio israelí desde el norte de Gaza;[cita requerida] otros dos palestinos fueron avistados cerca del puerto de contenedores del cruce de Karni, ahora desaparecido, tratando de prender fuego al equipo de ingeniería del ejército cerca de la valla de seguridad;[cita requerida] un grupo de cuatro palestinos se infiltró en Israel cerca de Kissufim;[cita requerida] y 3 gazatíes armados con granadas y cuchillos cruzaron la frontera y fueron capturados a unos 20 kilómetros de la frontera, cerca de la base militar de Tze'elim, tras haber pasado de largo varias localidades israelíes sin hacer nada. El 25 de marzo, las FDI dispararon unos diez misiles Iron Dome para interceptar lo que el ejército israelí dijo que era fuego de ametralladoras de alta trayectoria desde Gaza hacia Zikim.[cita requerida]

## Eventos
Las protestas del Día de la Tierra (30 de marzo) fueron de las más violentas de los últimos años. Para adelantarse a los posibles incidentes a lo largo de la frontera, Israel casi duplicó sus fuerzas estacionadas allí, desplegando unidades especiales, drones y 100 francotiradores con permiso para abrir fuego. El Ministerio de Salud palestino informó de que fuego de artillería israelí había matado a un agricultor palestino que trabajaba cerca de la zona fronteriza horas antes del inicio de la Marcha del Retorno.
Se instalaron cinco campamentos de tiendas a entre 500 y 700 metros de la frontera entre Israel y Gaza, cerca de la zona de 300 metros dentro de la propia Franja de Gaza designada como territorio prohibido por Israel:
- Área de An-Nahda, en el este de Rafah.
- Área de Al-Najar, al este de Khuza'a, en Jan Yunis.
- Campamento de Bureij, en la zona central de la Franja de Gaza.
- Área de Malaka, al este de la ciudad de Gaza.
- Abu Safiya, en Jabalia, y el puesto de control en Bait Hanun, al norte de Gaza.

Según el ejército israelí, hasta 30.000 personas fueron al lugar de la protesta; familias enteras, incluyendo a hombres, mujeres y niños, participaron en las marchas. La mayoría de los manifestantes en los campamentos se encontraban lejos de la zona de exclusión fronteriza y no participaron en actos violentos.  Cientos de jóvenes palestinos, sin embargo, ignoraron las advertencias emitidas por los organizadores y por el ejército israelí de evitar la parte de la Franja de Gaza declarada prohibida por Israel. Según la versión israelí, cuando algunos manifestantes comenzaron a arrojar piedras y cócteles molotov, Israel respondió declarando la Franja de Gaza como zona militar cerrada y disparando contra los manifestantes. Las protestas del 30 de marzo dejaron un saldo de 18 palestinos muertos por disparos de francotiradores israelíes, así como más de 1.400 manifestantes heridos, de los que 400 presentaban impactos de bala.
Los organizadores de la protesta y Hamás organizaron nuevas manifestaciones en la frontera entre Israel y Gaza el viernes 6 de abril. El ejército israelí declaró que tenía la intención de utilizar la misma fuerza que la semana anterior para evitar infiltraciones en territorio israelí. Entre el 31 de marzo y el 6 de abril, los manifestantes recolectaron neumáticos en Gaza para quemarlos durante las manifestaciones del 6 de abril, a fin de crear una cortina de humo contra los francotiradores israelíes. Las autoridades israelíes advirtieron de que la quema masiva de neumáticos a lo largo de la frontera puede producir daños medioambientales. Miles de palestinos se unieron a las manifestaciones del 6 de abril, para las que el ejército israelí calculó unas 20.000 personas. El ejército israelí mató a diez manifestantes y causó 1.070 heridos, de los que 491 presentaban impactos de bala. Entre las víctimas estaba Yasir Murtaja, un periodista que en el momento de recibir un disparo en el pecho llevaba un chaleco con la palabra «prensa». Otros siete periodistas palestinos resultaron heridos de bala mientras cubrían la manifestación.
Las protestas fueron considerablemente menores el viernes 13 de abril, con el ejército israelí calculando un total aproximado de 10.000 manifestantes. Pese a ello, los francotiradores israelíes mataron a tres manifestantes palestinos y dejaron 969 heridos, entre los que se contabilizaron 67 niños y 223 heridos de bala, de los que 15 se encontraban en condición crítica al final del día. Las protestas del viernes 20 de abril han sido denominadas la «Marcha de las Mujeres de Gaza» y su objetivo fue destacar el papel de la mujer en la protesta. El ejército israelí estima que unas 10.000 personas participaron en las protestas. Al menos cuatro manifestantes palestinos fueron asesinados el 20 de abril, entre ellos un niño de 15 años, y más de 150 resultaron heridos durante las manifestaciones. El enviado de la ONU para Oriente Próximo, Nickolay Mladenov, reclamó una investigación urgente por la muerte del niño de 15 años Mohamed Ayoub. Otro manifestante murió más tarde de las heridas sufridas ese día. Antes del día de la protesta, el ejército israelí arrojó octavillas sobre la Franja de Gaza advirtiendo a su población de que no se acercara a la valla o intentara dañarla.
Según cálculos militares israelíes, más de 10.000 personas se reunieron para unirse a la protesta del 27 de abril, denominado el Día de la Juventud Rebelde. Por primera vez desde el inicio de la Marcha del Retorno cinco semanas antes, los manifestantes llegaron a la valla tras haber traspasado una barrera de alambre de espino más pequeña. Los soldados israelíes dispararon y arrojaron una granada de mano a un grupo de doce hombres que trepaban la valla y dispararon a varios en la cabeza. Una gran multitud («varios cientos» según The New York Times) de personas se apresuraron hacia el cruce fronterizo de Karni, después de un discurso del líder de Hamás, Ismail Radwan. El ejército israelí lanzó gas lacrimógeno y abrió fuego con munición real contra la multitud, matando a tres personas e hiriendo a varias más. Dos testigos palestinos afirmaron que dos palestinos armados, ocultos entre la gran multitud, se acercaron a la frontera y dispararon contra soldados israelíes; otros dos testigos negaron que llegasen a usar sus armas. El Ministerio de Salud de Gaza informó que tres palestinos fueron asesinados, todos con disparos en la cabeza. Este Ministerio también informó de otros 350 heridos, incluidos 75 por fuego real. Cuatro médicos y seis periodistas estaban entre los heridos. Una cuarta persona, un niño de 15 años, murió al día siguiente por las heridas de bala recibidas en la cabeza.
Tres incidentes separados a lo largo de la valla ocurrieron durante la noche del 29 de abril entre el ejército israelí y los manifestantes palestinos. En el primer incidente, el ejército israelí afirmó que dos hombres habían «intentado infiltrarse» en Israel desde el sur de la Franja; uno fue asesinado y el otro capturado después de haber resultado herido. En el segundo incidente, el ejército israelí dijeron que otros hombres que habían cruzado la valla «arrojaron artefactos explosivos» contra soldados israelíes, que les dispararon y abatieron. En un tercer incidente, dos palestinos con herramientas y cuchillos fueron arrestados mientras intentaban abrir una brecha en la valla fronteriza.[cita requerida]
El 4 de mayo, conocido como el Viernes del trabajador palestino en honor al Día Internacional de los Trabajadores, se organizaron nuevas protestas. Funcionarios israelíes estimaron que unas 10.000 personas participaron en las protestas. Poco después del mediodía comenzaron los enfrentamientos entre los manifestantes, que lanzaron piedras, quemaron neumáticos y lanzaron cometas inflamables, y los soldados israelíes, que lanzaron gas lacrimógeno y les dispararon con munición real. Tiradores palestinos derribaron dos drones usados por el ejército israelí. Los manifestantes también entraron y dañaron las instalaciones utilizadas por las fuerzas israelíes en el cruce fronterizo de Kerem Shalom del lado palestino de la frontera. Entre los daños se contó una tubería que Israel usa para suministrar combustible a Gaza. Los palestinos habían preparado cientos de cometas de bombas incendiarias con la intención de hacerlas volar hacia Israel, aprovechando la ola de calor para provocar incendios. Sin embargo, ese día el viento soplaba en dirección oeste, hacia el Mar Mediterráneo, con lo que las cometas no llegaron a lanzarse. En el viento también se mezclaron los gases lacrimógenos y el humo de la quema de neumáticos, que al dirigirse hacia el oeste acabó afectando a los propios manifestantes. Por la tarde, fuentes médicas palestinas estimaron que 431 manifestantes habían resultado heridos, incluidos 70 por disparos con munición real y 38 por balas de plomo recubiertas de goma.
Los disparos de los soldados israelíes dejaron al menos tres heridos críticos entre los manifestantes palestinos.
La protesta del 14 de mayo fue la más sangrienta de todas, provocando una dura reacción de la opinión internacional contra las autoridades israelíes responsables de la muerte de decenas de manifestantes. La Marcha del Retorno coincidió en esta ocasión con el polémico traslado de la embajada estadounidense a Jerusalén, un acto que había sido condenado no solo por el liderazgo palestino sino también por numerosos países y por las Naciones Unidas. así como con el 70.º aniversario de la Nakba, la expulsión deliberada o huida de unos 700.000 palestinos como consecuencia del avance de las tropas judías tras la creación del Estado de Israel. Aproximadamente 40.000 palestinos se manifestaron en diversos lugares de la valla fronteriza con Israel. El ejército israelí afirmó que tres de los muertos habían intentado plantar explosivos en la valla de seguridad, y que en dos incidentes las tropas israelíes, que afirmaron haber recibido disparos, respondieron con fuego. La Fuerza Aérea israelí atacó cinco objetivos de Hamás en un campo de entrenamiento de Jabalia como respuesta al intento de plantar explosivos y a los disparos contra sus tropas. Un soldado israelí resultó herido, «probablemente de una piedra palestina». El Hospital de Shifa, el principal hospital de la ciudad de Gaza, se vio completamente colapsado con un número de pacientes 25 veces superior a su capacidad habitual. Según fuentes del Ministerio de Sanidad de la Franja de Gaza, los francotiradores del ejército israelí mataron a 60 personas, entre ellos un niño de 14 años, y más de 2.400 personas resultaron heridas (aproximadamente la mitad de ellas por impactos de bala), lo que supuso el «día más sangriento en Gaza desde finales de 2014». De los heridos, 185 fueron catalogados de «muy graves» y otros 25 de «en estado crítico».
El 1 de junio, la única víctima mortal de los francotiradores israelíes fue Razan al-Najjar, una enfermera de 21 años que ayudaba a evacuar heridos en las protestas cercanas a su localidad natal. Razan, que vestía el uniforme que la identificaba como médico, fue alcanzada en la espalda por el disparo de un francotirador israelí y fue declarada muerta antes de llegar al hospital.  El 8 de junio tuvo lugar una nueva protesta en la que el ejército israelí asesinó a cuatro manifestantes más, entre los que se encontraba un niño de 15 años. Además, los soldados israelíes causaron 618 heridos, de los que 254 tuvieron que ser hospitalizados, uno de ellos en situación crítica. Un total de 117 heridos habían sido alcanzados por munición real de francotiradores israelíes. El 13 de junio, la Asamblea General de las Naciones Unidas aprobó por 120 votos a favor y 45 abstenciones una resolución que condenaba la actuación de las fuerzas israelíes ante la Gran Marcha del Retorno, exigía a Israel que cumpliese con su obligación como potencia ocupante de proteger a los civiles de un territorio ocupado, deploró el lanzamiento de cohetes desde Gaza a zonas habitadas israelíes y pedía que se estableciesen las medidas necesarias «para proteger a los civiles palestinos de la agresión de las fuerzas militares de Israel en la frontera de Gaza».
Las protestas del 16 de junio, que coincidieron con la festividad de Aíd al-Fitr (el último día del Ramadán), se caracterizaron por la asistencia de decenas de miles de gazatíes a las oraciones matutinas frente a la valla fronteriza, así como por la participación más baja de manifestantes en las protestas de la tarde, con apenas varias de docenas de ellos en los diversos puntos de reunión. El diario israelí Haaretz especuló con la posibilidad de que dicha baja participación en las protestas estuviese relacionada con la coincidencia horaria de estas con los debuts en el Mundial de Fútbol 2018 de las selecciones de Egipto e Irán, ambas con  una gran cantidad de seguidores en la Franja de Gaza. El viernes 22 de junio, un joven palestino de 29 años llamado Osama Khalil Abu Khater resultó herido grave durante las protestas de la Marcha del Retorno, falleciendo dos días después en el hospital. Más de 40 manifestantes fueron heridos de bala por los francotiradores israelíes, siete de los cuales con consideración grave. Esta manifestación se caracterizó por la asistencia de muchos de los heridos en marchas anteriores, que acudieron a los campamentos cercanos a la valla fronteriza para mostrar su apoyo a los manifestantes.

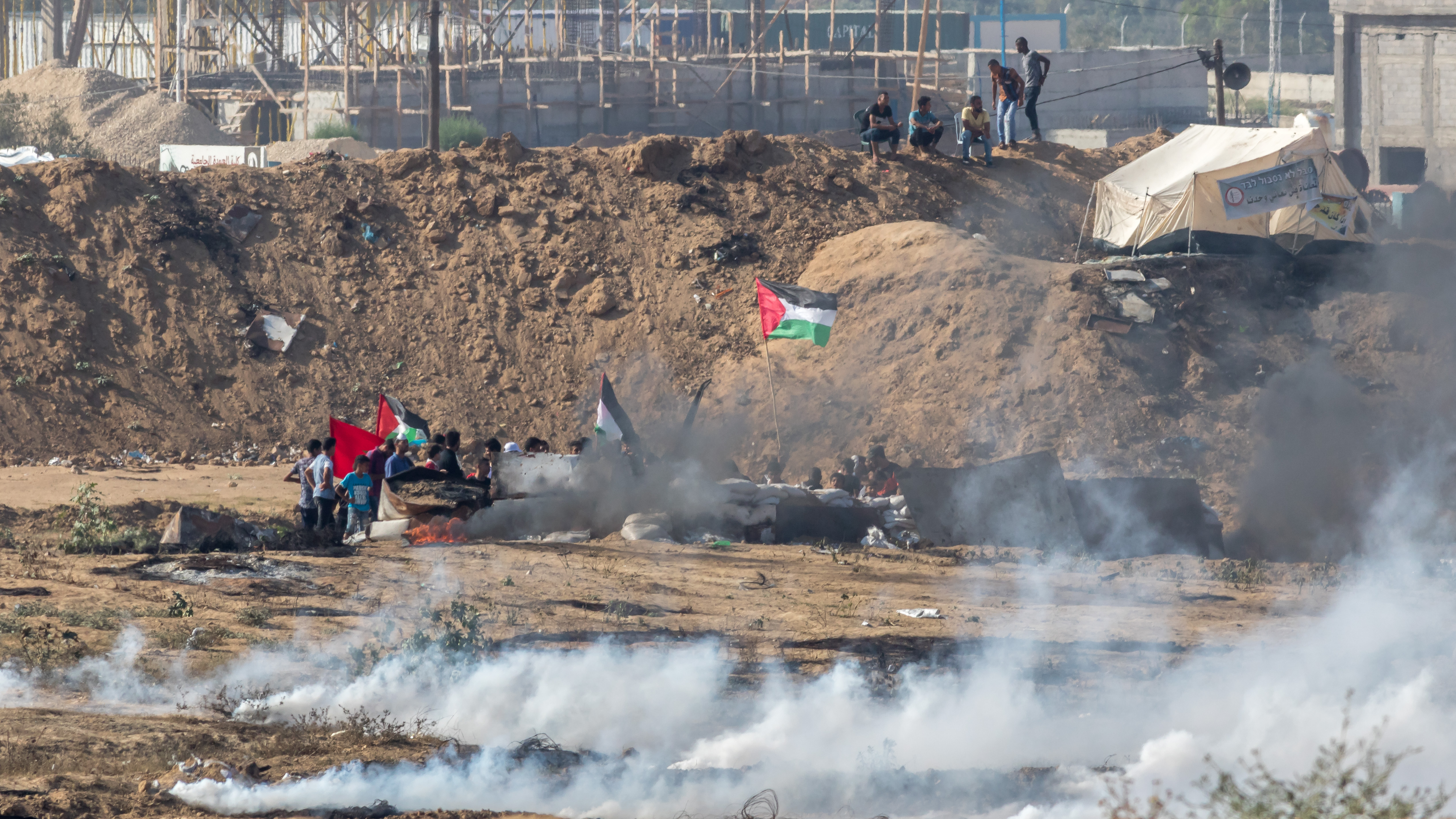
Manifestantes frente a la valla fronteriza durante las protestas del 6 de julio.

Las manifestaciones que tuvieron lugar el 3 de julio fueron particulares en varios sentidos. En primer lugar, tuvieron lugar un martes, cuando lo habitual es que las protestas más importantes se desarrollen los viernes, principal día de plegaria musulmana. En segundo lugar, las manifestaciones estuvieron encabezadas por miles de mujeres gazatíes que llevaron consigo a sus hijos, a los que dejaron a una distancia segura de la valla fronteriza. Además, fue una de las manifestaciones más multitudinarias de las que se realizaron desde el inicio de la Gran Marcha del Retorno. La intervención de las tropas israelíes dejó 124 heridos, sobre todo por inhalación de gases lacrimógenos, aunque también heridos de bala. Las protestas del 6 de julio se celebraron bajo el eslogan «cancela el acuerdo del siglo», en referencia al nombre que Donald Trump había dado a su plan de paz para el conflicto palestino-israelí. Los francotiradores israelíes mataron a Muhammad Abu Halima, un joven palestino de 22 años, y dejaron un saldo de 396 heridos, de los cuales 57 presentaban heridas de bala y 277 fueron atendidos por inhalación de gases lacrimógenos. Un total de 119 manifestantes requirieron ingreso hospitalario.
El viernes 13 de julio tuvieron lugar nuevas manifestaciones relacionadas con la Marcha del Retorno, que en este caso en apoyo de los habitantes de Khan al-Ahmar, una localidad beduina de Cisjordania que será demolida para ampliar el asentamiento israelí colindante. Un adolescente de 15 años y un joven de 20 murieron a consecuencia de los disparos de francotiradores israelíes, dejando la cifra total de víctimas en 139. Además, otras 220 personas resultaron heridas en las protestas, incluido un periodista y una niña cerca del campamento de refugiados de Bureij. En las protestas del 20 de julio, en las que participaron miles de palestinos, un francotirador de Hamás mató al soldado israelí Aviv Levy, de 20 años; tras esto, Israel bombardeó diversos puntos de la Franja de Gaza matando a cuatro palestinos, tres de los cuales eran miembros de Hamás. Esta organización lanzó tres cohetes hacia Israel sin causar víctimas, tras lo cual se alcanzó un alto el fuego. En las manifestaciones del 27 de julio participaron unos 7.000 gazatíes entre los distintos puntos de protesta. Los francotiradores israelíes mataron a 3 palestinos ese día, un hombre de 43 años y dos adolescentes de 14 y 17 años. Además, 264 palestinos resultaron heridos, 90 de ellos con impactos de bala, de los que 11 se calificaron de heridos graves.
Un palestino de 25 años fue abatido por francotiradores israelíes en las manifestaciones del 3 de agosto, en las que 220 manifestantes más resultaron heridos, 90 de los cuales recibieron impactos de bala. El ejército israelí estimó en 8.000 el número de manifestantes en estas marchas. En la semana precedente, unas conversaciones de paz iniciadas en Egipto entre representantes palestinos e israelíes debatieron la posibilidad de un cese de las marchas de protesta y del lanzamiento de cometas incendiarias a cambio de una mayor apertura de los pasos fronterizos israelíes y del paso de Rafah, en la frontera palestino-egipcia. En las protestas del 10 de agosto, los francotiradores israelíes mataron a tres manifestantes palestinos: Abdullah Qatati, un enfermero de 22 años abatido mientras atendía a los heridos; Ali al-Alul, de 55 años y Ahmad Abu Luli, de 40 años, que murió el sábado 11 de las heridas incurridas en la manifestación. Además, los soldados israelíes hirieron a 307 manifestantes, de los que 131 fueron ingresados en hospitales locales y 85 presentaban impactos de bala. Además, 28 de los heridos eran menores de edad, cinco eran médicos y dos periodistas. Cinco heridos tenían consideración de muy graves. Pese a que durante la semana anterior se había hablado de una tregua entre las autoridades israelíes y Hamás según la cual se pondría fin a la Marcha del Retorno y al lanzamiento de cometas incendiarias a cambio de la ampliación de la zona pesquera y de una relajación del bloqueo israelí, una nueva protesta tuvo lugar el viernes 17 de agosto. Dos palestinos fueron abatidos por soldados israelíes, uno al este del campamento de refugiados de Bureij y otro al este de Rafah. Además, 241 manifestantes resultaron heridos, de los que 40 presentaban heridas de bala. En la marcha del 31 de agosto, los soldados israelíes hirieron a 180 manifestantes palestinos, un tercio de los cuales recibieron heridas de bala (incluidos un niño y una enfermera).
En septiembre las protestas comenzaron a hacerse más frecuentes y a tener lugar en distintos momentos del día, aprovechando también la noche para hacer más difícil que los francotiradores israelíes asesinen manifestantes. El 7 de septiembre hubo una nueva manifestación en la que unas 7.000 personas se congregaron frente a la valla fronteriza palestino-israelí. El ejército israelí volvió a abrir fuego contra los manifestantes, matando a dos menores de 16 y 17 años y dejando unos cien heridos (al menos 30 por herida de bala y 64 por inhalación de gases). El diario israelí Haaretz difundió un vídeo en el que se mostraba que Ahmad Masbah Abu Tuyur el muchacho de 16 años asesinado por los francotiradores israelíes ,estaba con las manos en alto en el momento de recibir el impacto de la bala que lo mató. En la marcha del 14 de septiembre, en la que participaron unos 13.000 manifestantes, los francotiradores israelíes mataron a tres palestinos más, incluido un niño de 12 años llamado Shadi Abed Elall. Además, un total de 248 manifestantes resultaron heridos, de los que 120 presentaban heridas de bala, seis de los cuales se encontraban graves. El martes 18 de septiembre, los francotiradores israelíes mataron a dos palestinos en las protestas que tuvieron lugar frente al paso de Erez. El 19 de septiembre, otro menor palestino de 15 años llamado Moamen Ibrahim Abu Eyada murió por el disparo de un francotirador israelí durante las protestas dente a la valla fronteriza. Dos días después, el viernes 21 de septiembre, durante unas protestas en las que participaron al menos 10.000 palestinos, el ejército israelí mató a un manifestante, dejó a otro en estado crítico y otros 99 tuvieron que ser ingresados en hospitales gazatíes. El domingo 23 de septiembre, los soldados israelíes mataron a un manifestante palestino de 21 años de un tiro en la cabeza. Al día siguiente, nuevas protestas tuvieron lugar frente a la valla fronteriza con resultado de un palestino muerto y 90 heridos (10 de ellos por fuego real), entre los que se encontraba un periodista turco. Las protestas del viernes 28 de septiembre fueron especialmente sangrientas: los francotiradores israelíes mataron a 7 manifestantes palestinos con disparos con munición real, dos de los cuales eran los niños Nasser Msabbih, de 12 años, y Mohammed al-Houm, de 14 años. Otras 90 personas más fueron heridas de bala de entre un total de 210 que tuvieron que ser hospitalizadas. La participación también había sido mayor de lo normal en las últimas fechas, con alrededor de 20.000 manifestantes en los distintos puntos de encuentro.
El lunes 1 de octubre, las tropas israelíes hirieron a 93 manifestantes palestinos durante las protestas, de los que 37 presentaban heridas de bala. Dos días después, el 3 de octubre, al norte de la Franja de Gaza, los francotiradores israelíes mataron a Ahmad Samir Abu Hevel, un adolescente palestino de 15 años. Además, un anciano de 78 años llamado Haj Ibrahim Alaruki murió por disparos del ejército israelí hacia algunas casas en el centro de la Franja, cerca de un campo de refugiados. Ese mismo día resultaron heridos quince palestinos más durante las manifestaciones frente a la valla fronteriza. Además, el ejército israelí detuvo a dos jóvenes que consiguieron cruzar la frontera. En las protestas de ese viernes, 5 de octubre, en las que al menos 20.000 manifestantes se presentaron frente a la frontera palestino-israelí, las tropas israelíes mataron a tres palestinos, uno de ellos menor de edad. De 376 heridos entre los manifestantes, 126 lo fueron por heridas de bala. Siete manifestantes palestinos más murieron por disparos de soldados israelíes el 12 de octubre, día en el que 15.000 manifestantes se unieron a las protestas de la Marcha del Retorno. Además, 252 manifestantes más resultaron heridos de bala, incluidos 50 menores de edad, 10 mujeres, 2 enfermeros y un periodista.
A mediados de octubre, las autoridades egipcias comenzaron a mediar entre las autoridades israelíes y palestinas (tanto los responsables de la Autoridad Nacional Palestina como las distintas facciones a cargo de la Franja de Gaza) con el objetivo de obtener un acuerdo para el fin de las protestas y la relajación del bloqueo israelí. El número de manifestantes muertos por francotiradores israelíes fue disminuyendo progresivamente según se desarrollaban las conversaciones. El martes 23 de octubre, las tropas israelíes mataron a un chico de 17 años e hirieron de bala a otros cinco durante una marcha nocturna. El viernes 26 de noviembre, unos 16.000 manifestantes acudieron a protestar a la valla fronteriza palestino-israelí, solicitando su derecho al retorno. Los francotiradores israelíes mataron a seis manifestantes con edades comprendidas entre los 22 y los 37 años. Además, otros 180 manifestantes resultaron heridos de bala. En manifestaciones solidarias efectuadas en Cisjordania, otro manifestante palestino fue abatido por soldados israelíes y nueve más fueron heridos, quedando dos de ellos en situación crítica. Ese mismo día, el diario londinense Al-Hayat informaba de que Egipto había alcanzado un acuerdo con las autoridades gazatíes e israelíes para rebajar la tensión en la frontera.
La noche del 28 de octubre, un avión de combate israelí mató a tres chicos palestinos de 13 años que deambulaban por una sección de la valla fronteriza al este de Jan Yunis. El ejército israelí adujo que iban a colocar un explosivo en la valla fronteriza, mientras que los familiares de los chicos confesaron que estaban colocando cepos para cazar pájaros en un terreno familiar. No se encontraron explosivos en los alrededores. En la marcha del viernes siguiente, 2 de noviembre, participaron unos 7.000 manifestantes y no se produjeron víctimas mortales. Observadores egipcios acudieron a los distintos puntos de la valla fronteriza donde iban a converger las marchas para monitorizar los incidentes. Hubo 87 heridos, de los que 7 fueron heridos de bala, pero no hubo heridas graves. Algo parecido sucedió a la semana siguiente, el viernes 9 de noviembre, cuando el ejército israelí hirió de bala a 37 palestinos (incluidos 6 niños, 9 mujeres y una enfermera), ninguno de los cuales resultó muerto, si bien hubo un ingreso hospitalario de un herido crítico por herida de bala en el cuello. En cambio, el día anterior, los francotiradores israelíes habían matado a un chico de 21 años llamado Muhammad Abu Sharbin cerca del campamento de Maghazi.
La situación cambió la noche del 11 de noviembre, cuando una operación secreta de las fuerzas especiales israelíes en el interior de la Franja de Gaza fue descubierta y terminó con la muerte de 7 milicianos palestinos y 1 oficial israelí. Tras un intercambio de bombardeos entre ambas partes, las manifestaciones de la Marcha de Retorno volvieron a causar víctimas mortales a manos de los francotiradores israelíes. En las manifestaciones del viernes 16 de noviembre, en las que participaron unas 8.000 personas, las tropas israelíes mataron a un manifestante palestino e hirieron a más de una docena. La sociedad gazatí siguió manifestándose regularmente ante la valla fronteriza, en especial los viernes, si bien la cifra de heridos y muertos se redujo considerablemente. Por ejemplo, las protestas del viernes 30 de noviembre, del 7 de diciembre y del 14 de diciembre presenciaron la marcha de más de 10.000 personas, de las que resultaron heridos de bala 18, 33 y 16 maniestantes, respectivamente. Los francotiradores israelíes volvieron a matar a cuatro manifestantes palestinos el viernes 21 de diciembre, entre los que se encontraba un niño y un enfermo mental. Ese día, en el que unos 8.000 palestinos se manifestaron frente a la valla fronteriza, al menos 40 personas más fueron heridas de bala. En la última manifestación del año, celebrada el 28 de diciembre, otro joven manifestante de 26 años resultó muerto por los disparos de los soldados israelíes.
En la manifestación del viernes 11 de enero, los francotiradores israelíes mataron a dos manifestantes palestinos (una mujer y un niño de 14 años) e hirieron a otros 14 en una jornada que vio manifestarse a aproximadamente 13.000 gazatíes frente a la valla fronteriza palestino-israelí. Dos días después moría un hombre de 33 años a consecuencia de las heridas sufridas en una manifestación del mes anterior. El 18 de enero, catorce palestinos resultaron heridos por fuego israelí durante las protestas de la Marcha del Retorno. Miles de palestinos se congregaron el viernes 25 de enero frente a la valla fronteriza con Israel. El ejército israelí reprimió la protesta con munición real y mató a un manifestante de 25 años, además de herir de bala a al menos 20 más. El martes 29 de enero se anunció la muerte de un manifestante palestino de 47 años a consecuencia del impacto de un bote de gas lacrimógeno en la cara durante las protestas frente a la valla fronteriza.
El viernes 1 de febrero, una nueva manifestación tuvo lugar en el contexto de la Marcha del Retorno. En esta ocasión, los francotiradores israelíes hirieron a 32 manifestantes, mientras que dos enfermeros resultaron intoxicados por gas lacrimógeno. El 3 de febrero, el diario israelí Haaretz informaba de la muerte de un nuevo manifestante, en este caso un hombre de 30 años que falleció a consecuencia de las heridas recibidas el viernes anterior. El 8 de febrero, los disparos de los francotiradores israelíes dejaron tres manifestantes muertos y 17 heridos en una manifestación que concentró a 8.200 manifestantes frente a la valla que separa Israel de Palestina en la Franja de Gaza. Entre los fallecidos estaban un adolescente de 14 años (Hassan Salabi, un familiar de Ismail Haniya) y un joven de 18. El 15 de febrero, unos 11.000 palestinos se concentraron en nueva manifestación frente en la valla fronteriza. El fuego de los policías de fronteras y soldados israelíes resultó en 20 manifestantes palestinos heridos de bala, mientras que un policía de fronteras israelí encubierto resultó herido leve en una pierna tras el lanzamiento de un artefacto explosivo. Dos días después, el domingo 17 de febrero, tuvo lugar una manifestación nocturna frente a la valla fronteriza en la que participaron unos 11.000 manifestantes. Los soldados israelíes hirieron de bala a 19 manifestantes, mientras que un soldado israelí recibió una herida de consideración moderada por la explosión de un artefacto. En la manifestación del 22 de febrero, la 48.ª consecutiva desde el inicio de la Marcha del Retorno, los francotiradores israelíes mataron a un adolescente palestino de 15 años e hirieron de bala a otros 23 manifestantes.
En las manifestaciones del 1 de marzo los francotiradores israelíes hirieron por la espalda a un joven palestino de 23 años, Mousa Mohammed Mousa, que fallecería a consecuencia de sus heridas dos semanas después. La noche del 6 de marzo tuvieron lugar manifestaciones a lo largo de la valla fronteriza que dejaron un saldo de un adolescente palestino muerto de un disparo en la cabeza. En la manifestación del viernes 8 de marzo, los soldados israelíes mataron a un joven palestino e dejaron a otro en estado crítico, además de herir de bala a otros 41 manifestantes entre los que se contaban 15 menores de edad, dos mujeres, cuatro enfermeros y dos periodistas. En la víspera de las manifestaciones del 15 de marzo, las autoridades gazatíes de Hamás anunciaron la cancelación de la marcha de ese viernes en preparación de una manifestación masiva que conmemorase el aniversario del inicio de la Gran Marcha del Retorno. Las manifestaciones nocturnas continuaron con unos 600 manifestantes el lunes 18 de marzo. En las protestas del viernes 22 de marzo, los francotiradores israelíes mataron a dos manifestantes (Nedal Abed Alkareem Ahmed Shatat, de 29 años, y Jehad Monier Khaled Harara, de 24 años) y dejaron a otros dos en condición crítica. Además, otros 55 manifestantes más resultaron heridos.
El viernes 29 de marzo tuvo lugar el primer aniversario de las protestas, lo que llevó a una mayor cantidad de manifestantes a la valla fronteriza entre Israel y Palestina. El ejército israelí contabilizó más de 40.000 manifestantes en el momento álgido de la manifestación. En esta ocasión, delegados de Hamás se desplegaron para evitar que los manifestantes se acercaran a la valla fronteriza y así evitar los baños de sangre de ocasiones anteriores. La gran mayoría de las protestas se llevaron a cabo lejos de la valla fronteriza y no se utilizó humo de neumáticos como cortina de humo. Tampoco se registraron ataques contra soldados israelíes. Sin embargo, los francotiradores israelíes mataron a cuatro manifestantes palestinos; tres de ellos menores de edad y otro joven de 20 años. Un manifestante más murió unos días después a consecuencia de un disparo en el estómago recibido en la manifestación del 29 de marzo. Al día siguiente se hizo público un acuerdo alcanzado entre los representantes palestinos e israelíes mediante el cual los manifestantes se mantendrían a una relativa distancia de la valla fronteriza a cambio de una serie de medidas israelíes para relajar el bloqueo de la Franja de Gaza: la apertura de los pasos fronterizos, la expansión de la zona pesquera gazatí hasta las 15 millas náuticas y la entrada de fondos de ayuda económica procedentes de Catar.
Sin embargo, en la manifestación del 5 de abril volvieron a registrarse numerosos disparos de soldados israelíes que causaron un herido crítico y otros 63 heridos de diversa consideración. En esta ocasión, unas 10.500 personas se habían reunido frente a la valla fronteriza para reclamar una relajación del bloqueo israelí sobre la Franja de Gaza y la ejecución del derecho de retorno de los refugiados palestinos. Los pescadores gazatíes denunciaron que la expansión de la zona pesquera solo había sido aplicada al sur de la Franja. En las manifestaciones del 12 de abril, los soldados israelíes mataron a un chico de 15 años e hirieron de bala a otros ocho manifestantes. Una semana después, en la protesta del 19 de abril, los francotiradores israelíes hirieron a 37 manifestantes palestinos, incluidos 5 enfermeros y 4 periodistas. Una ambulancia palestina también fue alcanzada por el fuego de los soldados israelíes. El 26 de abril, unos 7.000 manifestantes tomaron parte en la marcha frente a la valla fronteriza, de los que 60 resultaron heridos por distintos motivos.
Más manifestantes palestinos murieron el viernes 3 de mayo, cuando dos jóvenes fueron abatidos por francotiradores israelíes, que también hirieron a otros 51 manifestantes. Los dos fallecidos fueron identificados como Raid Abu Tair, de 19 años, y Ramzi Abdo, de 31 años. Además, las fuerzas israelíes hirieron de gravedad a un médico palestino, Mohammed al-Judeili, que falleció a causa de las heridas un mes más tarde. El 15 de mayo, Día de la Nakba y aniversario de la mayor masacre de civiles palestinos desde la Guerra de Gaza de 2014, unos 10.000 manifestantes participaron en la Marcha del Retorno. Fuentes médicas palestinas confirmaron 65 heridos de bala y varias docenas de heridos por inhalación de gases. Sin embargo, la marcha del viernes siguiente se canceló por las altas temperaturas y por el comienzo del Ramadán. El 31 de mayo, otros 7.000 manifestantes participaron en la Marcha, de los que 11 resultaron heridos. La cifra se mantuvo más o menos estable durante las siguientes marchas, con 6.500 manifestantes en la del 14 de junio; las fuerzas israelíes hirieron de diversa gravedad a 46 manifestantes, entre ellos 3 enfermeros. Otros 7.000 manifestantes acudieron a la Marcha del Retorno del 5 de julio, de los que 40 resultaron heridos, 16 de ellos de bala.
El jueves 11 de julio, el ejército israelí mató de un disparo a un miembro de Hamás que trataba de evitar que los jóvenes gazatíes se acercasen a la valla fronteriza. Israel calificó su muerte de «un malentendido». Al día siguiente, los soldados israelíes hirieron a 55 manifestantes, 33 de ellos por arma de fuego. En las manifestaciones del 19 de julio resultaron heridos 97 palestinos, de los 49 fueron heridos de bala, entre ellos cuatro enfermeros y dos periodistas.
Septiembre comenzó con la muerte de dos adolescentes de 14 y 17 años por fuego de soldados israelíes, así como con 70 heridos, la mitad de ellos por disparos israelíes. En las manifestaciones del 13 de septiembre, 30 manifestantes resultaron heridos,15 de ellos por disparos de las tropas israelíes; cerca de 4.000 palestinos habían acudido a las protestas en la frontera. Esta cifra se dobló una semana después, cuando más de 8.000 palestinos acudieron a la manifestación del 20 de septiembre, en la que las tropas israelíes hirieron a 76 personas, 48 de las cuales por impacto de bala.
Los soldados israelíes mataron a un nuevo manifestante e hirieron a otros 28 en las protestas del 27 de septiembre, en las que participaron más de 7.000 gazatíes, y a otro más en las de la semana siguiente, con una cifra similar de manifestantes. De los más de 4.000 palestinos que acudieron a la manifestación del 11 de octubre, 49 resultaron heridos por las fuerzas de seguridad israelíes, 21 de los cuales presentaban heridas de bala. Las protestas del 1 de noviembre fueron más violentas de lo habitual y 60 manifestantes resultaron heridos.
A finales de 2019, el comité que organizaba la Gran Marcha del Retorno anunció su paralización hasta finales de marzo de 2020, momento en el que se reanudarían con una frecuencia menor de la habitual. El objetivo de esta medida era facilitar las negociaciones entre las autoridades de la Franja de Gaza y las de Israel, a fin de relajar el bloqueo de la Franja de Gaza y mejorar así las condiciones de vida de la población gazatí, una de las principales motivaciones de la propia Marcha del Retorno.

## Tácticas
Los observadores del Comité Internacional de Rescate y la Oficina de Coordinación de Asuntos Humanitarios de las Naciones Unidas informaron que la mayoría de los manifestantes actuaron sin violencia el 30 de marzo y el 6 de abril. Los campamentos de protesta se establecen a 700 metros de la frontera. Las acciones de protesta cerca de los campamentos han sido grandes, diversas en participación y pacíficas. En los dos días de protestas más grandes, cientos de hombres, principalmente jóvenes, se acercaron o entraron en la zona de exclusión de 300 metros decretada por las fuerzas militares israelíes dentro de la propia Franja de Gaza, arrojaron piedras, lanzaron cócteles Molotov e intentaron plantar banderas palestinas. La mayoría de las piedras cayeron muy lejos de la valla fronteriza. Los manifestantes palestinos han usado neumáticos en llamas para obstruir las líneas de visión de los francotiradores israelíes y camisetas y máscaras para protegerse del gas lacrimógeno. Los palestinos erigieron terraplenes de tierra cerca de la marca de los 300 metros para proteger a los más alejados del fuego israelí.
 

El ejército israelí acusó a Hamás de usar las protestas como un disfraz para lanzar ataques contra Israel y advirtió sobre nuevas represalias. Israel ha dicho que Hamás está obligando a las compañías de autobuses a transportar personas a la frontera para las protestas del 6 de abril.[cita requerida] Hamás también ha estado ofreciendo pagos a las familias de los palestinos que son heridos o asesinados durante estos eventos. Un portavoz de Hamás prometió $3.000 a los familiares de los asesinados, mientras que los palestinos que fueron heridos por las tropas israelíes recibirían de $200 a $500 en compensación, dependiendo de la lesión.[cita requerida] Los políticos israelíes han acusado a Hamás de usar a los manifestantes como escudos humanos. El Representante Especial de Estados Unidos para las Negociaciones Internacionales, Jason Greenblatt, declaró, con respecto a la protesta planificada del 6 de abril, que «condenamos a líderes y manifestantes que piden violencia o que envían a manifestantes, incluidos niños, a la cerca, sabiendo que pueden ser heridos o asesinados».[cita requerida]

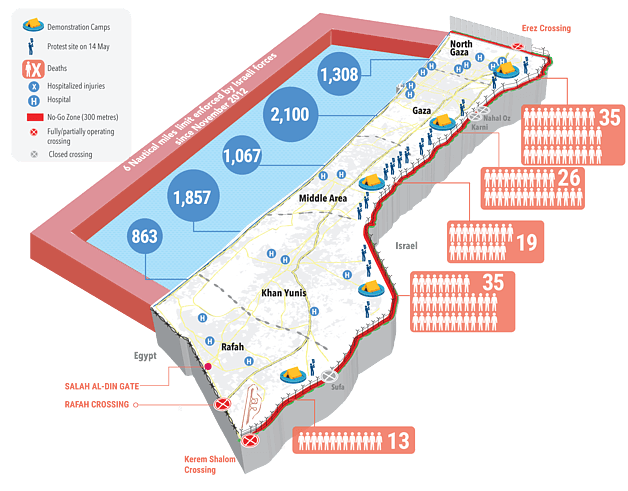
Muertos causados por francotiradores israelíes a fecha de 31 de mayo de 2018

Según numerosas fuentes médicas palestinas e internacionales, las heridas recibidas por los manifestantes son inusualmente graves para lo que es común tras el impacto de una bala. Un portavoz de Médicos Sin Fronteras declaró que las heridas que se habían encontrado se solían localizar en las extremidades inferiores y se caracterizaban por enormes agujeros de salida, algunos tan grandes como un puño. Por su parte, un informe de Amnistía Internacional recogió la opinión de expertos militares y patólogos forenses, llegando a la conclusión de que las heridas eran consistentes con balas de 5,56mm del rifle de asalto israelí Tavor, mientras que otras eran balas del calibre 7,62mm del rifle de francotirador M24, «munición de caza que se expande y se esparce una vez que entra en el cuerpo». La revista israelí +972 Magazine realizó un estudio sobre el origen de tales heridas, concluyendo que entre las posibles causas cabía destacar el uso de munición de punta hueca (prohibida por el derecho internacional humanitario), la poca distancia desde la que se disparaba a los manifestantes en relación con el arma utilizada (los rifles de francotirador no están diseñados para disparar a apenas 100 metros de distancia) y una doctrina del ejército israelí según la cual lo habitual es que varios francotiradores disparen al mismo objetivo.

## Víctimas
El número de víctimas mortales entre los manifestantes palestinos ascendía a al menos 312 palestinos a mediados de noviembre de 2019. Otras fuentes rebajan esta cifra hasta los 194 muertos, mientras que la ONG israelí B'Tselem había registrado 323 muertes a finales de noviembre de 2019. En cuanto a los heridos, las cifras de Oficina de Naciones Unidas para la Coordinación de Asuntos Humanitarios cifraban en 28.666 los heridos en el primer año de las protestas.
| Hombres | Mujeres | Niños | Niñas |
| ------- | ------- | ----- | ----- |
| 21.398  | 1.683   | 5.334 | 445   |

| 2018  | 2018  | 2018  | 2018  | 2018  | 2018   | 2018       | 2018    | 2018      | 2018      | 2019  | 2019    | 2019  |
| Marzo | Abril | Mayo  | Junio | Julio | Agosto | Septiembre | Octubre | Noviembre | Diciembre | Enero | Febrero | Marzo |
| ----- | ----- | ----- | ----- | ----- | ------ | ---------- | ------- | --------- | --------- | ----- | ------- | ----- |
| 1.600 | 5.503 | 6.181 | 1.732 | 1.551 | 1.790  | 2.479      | 2.314   | 1.230     | 878       | 1.799 | 1.160   | 643   |

| Inhalación de gases | Munición real | Metralla | Balas de plomo recubiertas de goma | Impacto de granadas de humo | Otros |
| ------------------- | ------------- | -------- | ---------------------------------- | --------------------------- | ----- |
| 12.439              | 7.397         | 2.433    | 763                                | 1.713                       | 4.058 |

| Fecha de la muerte | Nombre                                          | Edad (años) | Origen                 | Lugar de la muerte                 | Circunstancias de la muerte |
| ------------------ | ----------------------------------------------- | ----------- | ---------------------- | ---------------------------------- | --- |
| 30 de marzo        | 'Omar Wahid Nasrallah Abu Samur                 | 26          | Bani Suheila           |                                    | Murió horas antes de que comenzase la manifestación, mientras trabajaba en su huerta, a unos 750 metros de la valla de seguridad. Sucumbió a las heridas sufridas tras ser alcanzado por el obús de un tanque israelí. Un compañero suyo resultó herido por el mismo proyectil. |
| 30 de marzo        | 'Abd al-Fatah Bahajat 'Abd al-Fatah 'Abd a-Nabi | 18          | Beit Lahia             |                                    | Los soldados israelíes le dispararon cuando corría en dirección contraria a la frontera. Murió por el impacto de una bala en la parte trasera de la cabeza. |
| 30 de marzo        | Ahmad Ibrahim 'Ashur 'Odeh                      | 18          | Gaza                   |                                    | |
| 30 de marzo        | Muhammad Kamal Muhammad a-Najar                 | 25          | Campamento de Jabalia  |                                    | Murió por un disparo recibido por la espalda cerca de la valla de separación. |
| 30 de marzo        | Muhammad Muhareb Muhammad a-Rabiya'h            | 21          | Campamento de Nuseirat |                                    | Muerto por fuego de ametralladora y tanque. El ejército israelí afirma que había disparado previamente a los soldados. |
| 30 de marzo        | Fares Mahmoud Muhammad a-Raqab                  | 25          | Jan Yunis              |                                    | Murió el 2 de abril como consecuencia de las heridas causadas por disparos de francotiradores israelíes en el abdomen. |
| 30 de marzo        | Bader Fayeq Ibrahim a-Sabagh                    | 20          | Campamento de Jabalia  | Al este del campamento de Jabalia. | |
| 30 de marzo        | Mus'ab Zuheir Anis a-Salul                      | 22          | Campamento de Nuseirat |                                    | Muerto por fuego de ametralladora y tanque. El ejército israelí afirma que había disparado previamente a los soldados. |
| 30 de marzo        | Hamdan Isma'il Saber Abu 'Amshah                | 24          | Beit Hanoun            |                                    | Cuando dos jóvenes intentaron llegar a la valla fronteriza y fueron alcanzados por disparos de francotiradores israelíes, Hamdan se acercó con Sari Walid Muhammad Abu 'Odeh para intentar evacuarlos. Ambos murieron tras ser alcanzados por un obús de un tanque israelí. |
| 30 de marzo        | Sari Walid Muhammad Abu 'Odeh                   | 27          | Beit Hanoun            |                                    | Cuando dos jóvenes intentaron llegar a la valla fronteriza y fueron alcanzados por disparos de francotiradores israelíes, Sari se acercó con Hamdan Isma'il Saber Abu 'Amshah para intentar evacuarlos. Ambos murieron tras ser alcanzados por un obús de un tanque israelí. |
| 30 de marzo        | Naji 'Abdallah Shehdeh Abu Hjeir                | 24          | Campamento de Bureij   |                                    | Murió por el disparo de un francotirador israelí en el abdomen. |
| 30 de marzo        | Jihad Zuheir Salman Abu Jamus                   | 29          | Bani Suheila           |                                    | Muerto a causa de varios disparos recibidos en la cabeza y realizados por francotiradores israelíes. Fue alcanzado a unos 100 metros de la valla fronteriza. Murió de las heridas sufridas al final del día. |
| 30 de marzo        | Amin Mahmoud Hamad Abu Mu'amar                  | 25          | Rafah                  | Cerca de Rafah                     | |
| 30 de marzo        | Muhammad Na'im Muhammad Abu O'mar               | 26          | Gaza                   | Gaza                               | |
| 30 de marzo        | Ibrahim Salah Ibrahim Abu Sh'ar                 | 17          | a-Shaburah             |                                    | Murió a causa de un disparo en la cabeza realizado por francotiradores israelíes. |
| 30 de marzo        | 'Abd al-Qader Mardi Suliman al-Hawajri          | 41          | Campamento de Nuseirat | Cerca del campamento de Bureij     | Herido en el abdomen, sucumbió a sus heridas al final del día. |
| 30 de marzo        | Shadi Hamdan 'Ali al-Kashef                     | 33          | Rafah                  | Cerca de Rafah                     | Shadi, que era sordo, resultó gravemente herido por los disparos de francotiradores israelíes durante la manifestación. Murió a causa de estas heridas el 5 de abril. |
| 30 de marzo        | Jihad Ahmad Muhammad Fareinah                   | 34          | Gaza                   |                                    | |
| 30 de marzo        | Marwan 'Awwad Hamad Qdeih                       | 44          | Khuza'a                | Cerca de Khuza'a                   | Los francotiradores israelíes le dispararon en ambas piernas durante las manifestaciones cercanas a su localidad natal. |
| 30 de marzo        | Thaer Muhammad 'Abd a-Ra'uf Rab'ah              | 30          | Campamento de Jabalia  |                                    | Falleció el 6 de abril a consecuencia de las heridas sufridas en la manifestación. |
| 30 de marzo        | Mahmoud Sa'di Yunes Rahmi                       | 34          | Gaza                   | Gaza                               | |
| 1 de abril         | Tahrir Mahmoud Sa'id Wahbah                     | 18          | Jan Yunis              | Al norte de Khuza'a                | Tahrir era sordo y fue abatido por los francotiradores israelíes en el curso de las manifestaciones organizadas al norte de Khuza'a. |
| 3 de abril         | Ahmad 'Omar Muhammad 'Arafah                    | 25          | Deir al-Balah          |                                    | Ahmad era miembro del Frente Democrático para la Liberación de Palestina. Murió como consecuencia de sendos disparos en la espalda y en la mano realizados por francotiradores israelíes. |
| 6 de abril         | Yaser Murtaja                                   | 30          | Gaza                   |                                    | Yaser trabajaba de periodista cubriendo las manifestaciones para la agencia gazatí Ein Media. Estaba especializado en fotografía aérea mediante el uso de drones. Cuando fue alcanzado en el abdomen por la bala de un francotirador israelí, llevaba un chaleco antibalas con la palabra PRENSA escrita claramente en él y se encontraba a 350 metros de la valla fronteriza. Murió horas más tarde.                                                              |
| 6 de abril         | Majdi Ramadan Musa Shabat                       | 37          | Beit Hanoun            | Cerca del campamento de Jabalia    | Miembro del ala militar de Hamás, recibió el impacto de una bala en el pecho. |
| 6 de abril         | Ousamah Khamis Muslem Qdeih                     | 38          | Abasan al-Kabira       | Cerca de Khuza'a                   | Murió de un disparo en la cabeza. |
| 6 de abril         | Hussein Muhammad 'Adnan Madi                    | 13          | Gaza                   | Al este de Gaza.                   | |
| 6 de abril         | Muhammad Sa'id Musa al-Haj Saleh                | 32          | Rafah                  | Cerca del campamento de Bureij     | Recibió disparos en el pecho y el estómago. |
| 6 de abril         | Ibrahim Ziad Salameh al-'Ur                     | 20          | Campamento de Nuseirat | Al este del campamento de Bureij   | Murió de un disparo en la cabeza. |
| 6 de abril         | Sedqi Taleb Muhammad Abu 'Ateiwi                | 44          | Campamento de Nuseirat |                                    | Murió de un disparo en el cuello. |
| 6 de abril         | 'Alaa a-Din Yihya Isma'il a-Zamli               | 15          | Rafah                  | Al este de Rafah                   | Recibió un disparo en la cabeza. |
| 6 de abril         | Hamzah 'Eid Ramadan 'Abd al-'Aal                | 22          | A-Zawaidah             | Frente al campamento de Bureij     | Un soldado israelí le disparó en la cabeza durante las manifestaciones. Murió al día siguiente. |
| 12 de abril        | Ahmad Muhammad Ashraf Hassan Abu Hussein        | 24          | Jabalia                |                                    | Era periodista y llevaba un chaleco identificativo. Los soldados israelíes le dispararon en el estómago y el pecho. Murió poco después en el hospital. |
| 12 de abril        | 'Abdallah Muhammad 'Abdallah a-Shihri           | 28          | Jan Yunis              |                                    | Un francotirador israelí le hirió en el pecho mientras se manifestaba. Murió poco después. |
| 12 de abril        | Islam Mahmoud Rushdi Hirzallah                  | 28          | Gaza                   | Al este de Gaza                    | Herido por los soldados israelíes cuando se manifestaba, murió horas más tarde como consecuencia de las heridas. |
| 20 de abril        | Mohammad Ayoub                                  | 14          | Campamento de Jabalia  |                                    | Testigos presenciales afirman que Mohammad estaba sentado, se levantó para huir de los gases lacrimógenos y recibió un disparo en la cabeza de un francotirador israelí. Murió en el hospital de al-Shifa, en la ciudad de Gaza, convirtiéndose en el cuarto niño en morir durante las protestas. |
| 20 de abril        | Ahmed Abu Hussein                               | 25          | Gaza                   |                                    | Ahmed era periodista y se encontraba dentro de la zona permitida por el ejército israelí para los manifestantes. Un francotirador israelí le disparó en el estómago mientras cubría las protestas de la Marcha del Retorno. Tras dos días agonizando en el hospital de Gaza, el ejército israelí permitió su traslado a un hospital de Ramala, donde murió poco después a causa de las heridas recibidas.                                                          |
| 20 de abril        | Ahmed Abu Aqel                                  | 25          | Jabalia                |                                    | Ahmed había resultado ya herido de bala durante una protesta contra la decisión de Donald Trump de trasladar la embajada estadounidense en Israel de Tel Aviv a Jerusalén. Como consecuencia de las heridas, se movía con muletas. Estaba sentado en una duna a 150 metros de la frontera, de espaldas a esta, cuando recibió un disparo en la parte posterior de la cabeza que acabó con su vida.                                                                 |
| 20 de abril        | Ahmed Al Athamna                                | 24          | Beit Hanoun            |                                    | Murió cuando un francotirador israelí le disparó en la parte superior de la espalda. |
| 20 de abril        | Sa’ad Abu Taha                                  | 30          | Jan Yunis              | Cerca de Jan Yunis                 | Sa'ad se estaba manifestando a unos cien metros de la valla fronteriza a la altura de su ciudad, Jan Yunis, cuando un francotirador lo mató de un disparo en el cuello. |
| 20 de abril        | Abdullah Shamali                                | 20          | Rafah                  | Cerca de Rafah                     | Durante la manifestación frente a la valla fronteriza, Abdullah recibió uno o varios impactos de bala en el abdomen, debido a los cuales falleció tres días después. |
| 1 de junio         | Razan al-Najjar                                 | 20          | Jan Yunis              |                                    | Desde la primera manifestación de la Marcha del Retorno, Razan había colaborado como enfermera voluntaria atendiendo a los heridos en las manifestaciones. Fue la única víctima mortal de las protestas del 1 de junio. Un francotirador israelí la asesinó de un disparo en la espalda mientras acudía a atender a manifestantes intoxicados por gases lacrimógenos. En el momento de ser abatida, llevaba la bata blanca que la acreditaba como personal médico. |
| 8 de junio         | Haitam al Jamal                                 | 14          | Rafah                  |                                    | Haitam era un estudiante de secundaria que acudió a las protestas acompañado de su abuelo. Se encontraban en una zona alejada de la valla fronteriza cuando un francotirador israelí le disparó en el vientre, causándole graves heridas. Entró en el hospital en coma y murió poco después. |
| 22 de junio        | Osama Khalil Abu Khater                         | 29          |                        |                                    | Resultó herido grave en las manifestaciones del 22 de junio por fuego de francotiradores israelíes y murió dos días después. |
| 6 de julio         | Muhammad Abu Halima                             | 22          |                        | Cerca de Gaza                      | Los francotiradores israelíes que lo mataron alegaron que un grupo en el que se integraba había intentado lanzarles un artefacto explosivo. |
| 13 de julio        | Othman Rami Halas                               | 15          | Gaza                   | Al este de Gaza                    | |
| 13 de julio        | Muhammad Nasser Sharab                          | 18          | Jan Yunis              | Al este de Jan Yunis               | Herido al este de Jan Yunis y fallecido al día siguiente como consecuencia de las heridas. |
| 13 de julio        | Amjad Hamdona                                   | 19          |                        |                                    | Herido en las manifestaciones del 13 de julio, falleció el 7 de septiembre tras dos meses agonizando. |
| 27 de julio        | Majdi al-Satri                                  | 14          |                        |                                    | |
| 27 de julio        | Razi Abu Mustafa                                | 43          |                        |                                    | |
| 27 de julio        | Muamen Fathi Elhamas                            | 17          | Rafah                  |                                    | Resultó herido en las manifestaciones y falleció al día siguiente. |
| 3 de agosto        | Suhayb Abu Kashef                               | 16          | Jan Yunis              | Al norte de Khuza'a                | Suhayb sufría trastornos de conducta. Armado de una honda, cruzó con otros adolescentes la concertina de la valla fronteriza y recibió numerosos impactos de bala, entre ellos uno en el cuello que le causó una parálisis del cuello hacia abajo. El 29 de agosto fue transferido a un hospital de Hebrón para una serie de pruebas. El 15 de septiembre moría a causa de las heridas en el Hospital Europeo de Jan Yunis.                                        |
| 10 de agosto       | Abdullah Qatati                                 | 22          | Rafah                  |                                    | Enfermero abatido por los soldados israelíes cuando atendía a los heridos de la manifestación. |
| 10 de agosto       | Ali al-Alul                                     | 55          | Rafah                  |                                    | |
| 10 de agosto       | Ahmad Abu Luli                                  | 40          | Rafah                  |                                    | Herido en las manifestaciones del 10 de agosto y fallecido en el hospital al día siguiente. |
| 17 de agosto       | Sa'adi Akram Ma'amer                            | 26          | Rafah                  | Cerca de Rafah                     | Murió de un disparo en la cabeza mientras se manifestaba cerca de su ciudad natal. |
| 17 de agosto       | Karim Ahmad 'Ali Fatayeh                        | 28          | Deir al-Balah          |                                    | Un francotirador israelí lo mató de un tiro en el ojo. |
| 7 de septiembre    | Ahmad Masbah Abu Tuyur                          | 16          | Rafah                  |                                    | Fue herido por un francotirador israelí cuando gritaba a los soldados con ambas manos en alto. Murió al día siguiente en el hospital. |
| 7 de septiembre    | Bilal Hafaje                                    | 17          |                        |                                    | |
| 14 de septiembre   | Shadi Abed Elall                                | 12          | Jabalia                | Al este de Jabalia                 | Muerto de un tiro en la cabeza efectuado por un francotirador israelí. |
| 14 de septiembre   | Hani Ramzi Afana                                | 21          |                        |                                    | |
| 14 de septiembre   | Mohammed Shaqoura                               | 21          |                        |                                    | |
| 23 de septiembre   | Omar Daud Ashtiwi                               | 21          |                        |                                    | Muerto de un disparo en la cabeza. |
| 24 de septiembre   | Mohammed Faiz Salim Abu Asadeq                  | 21          |                        |                                    | |
| 28 de septiembre   | Naser Musbeh                                    | 11          | Jan Yunis              | Al norte de Khuza'a                | Nasser acudió a las manifestaciones frente a la valla fronteriza junto a sus dos hermanas, ambas enfermeras voluntarias. Mientras ellas atendían a los heridos, Nasser les traía suministros médicos desde el hospital de campaña. Un francotirador israelí lo mató de un tiro en la cabeza. |
| 29 de septiembre   | Mohammed al-Houm                                | 14          |                        |                                    | |
| 29 de septiembre   | Iyad al Shaer                                   | 18          |                        |                                    | |
| 29 de septiembre   | Muhammad Haniyeh                                | 23          |                        |                                    | |
| 29 de septiembre   | Muhammad Shakhsa                                | 25          |                        |                                    | |
| 29 de septiembre   | Muhammad Anshahi                                | 18          |                        |                                    | |
| 29 de septiembre   | Muhammad al-Awawdeh                             | 26          |                        |                                    | |
| 3 de octubre       | Ahmad Abu Habel                                 | 15          | Beit Lahia             | Paso fronterizo de Erez            | Ahmad acudió a una manifestación frente al paso fronterizo de Erez con su amigo Muhammad Dawas, también de 15 años. Cuando estaba sentado en la acera a unos 200 metros de la frontera, las tropas israelíes dispararon granadas de gas lacrimógeno contra la multitud. Una de ellas golpeó a Ahmad y se le alojó en la cabeza, causándole la muerte. |
| 3 de octubre       | Haj Ibrahim Alaruki                             | 78          |                        |                                    | |
| 5 de octubre       | Fares A-Sarsawi                                 | 13          | Gaza                   | Al este de Gaza                    | Fares fue con su primo Muhammad, de 12 años, a la manifestación cerca de la ciudad de Gaza. Llevaron dos neumáticos, los acercaron a la valla fronteriza y les prendieron fuego. Cuando volvían hacia Gaza, un francotirador israelí mató a Fares de un disparo en el pecho. |
| 5 de octubre       | Mahmoud Akram Muhammad Abu Sem'an               | 23          | Campamento de Nuseirat | Al este de Gaza                    | Un francotirador israelí lo mató de un disparo en el abdomen mientras se manifestaba al este de la ciudad de Gaza. |
| 5 de octubre       | Hussein Fathi Hussein a-Raqab                   | 18          | Bani Suheila           | Khuza'a                            | Murió de un tiro en el abdomen mientras se manifestaba. |
| 12 de octubre      | Ahmad Ibrahim Zaki a-Tawil                      | 27          | Campamento de Bureij   | Cerca del campamento de Bureij.    | Ahmad se encontraba en un grupo de manifestantes gazatíes que consiguió cruzar la valla fronteriza. Un soldado israelí lo mató poco después de un tiro en el cuello. |
| 12 de octubre      | Muhammad 'Abd al-Hafiz Yusef Isma'il            | 29          | Campamento de Bureij   | Cerca del campamento de Bureij.    | Muhammad consiguió atravesar la valla fronteriza palestino-israelí junto con otros manifestantes gazatíes. Poco después murió de un disparo en el pecho efectuado por un francotirador israelí. |
| 12 de octubre      | Ahmad Ahmad 'Abdallah Abu Na'im                 | 17          | Campamento de Nuseirat | Cerca del campamento de Bureij.    | Soldados israelíes lo acribillaron a balazos en el pecho cuando, junto con otros manifestantes, consiguió atravesar la valla fronteriza palestino-israelí. |
| 12 de octubre      | 'Abdallah Barham Suliman a-Dughmah              | 25          | Abasan al-Jadida       | Cerca del campamento de Bureij.    | Abdallah consiguió cruzar la valla fronteriza junto con otros manifestantes gazatíes, y fue inmediatamente abatido de un disparo en la parte superior del cuerpo. |
| 12 de octubre      | Tamer Iyad Mahmoud Abu 'Armaneh                 | 21          | Rafah                  | Al este de Rafah                   | Abatido por un francotirador israelíde un disparo en el torso cuando arrastraba un neumático ardiendo a unos 300 metros de la valla fronteriza. |
| 12 de octubre      | Afifi Mahmud Afifi                              | 18          | Campamento de Shati    | Al este de Gaza.                   | Un soldado israelí le disparó en el pecho cuando se encontraba a varias docenas de metros de la valla fronteriza. |
| 12 de octubre      | Muhammad 'Issam Muhammad A'bbas                 | 21          | Gaza                   | Gaza                               | Muerto horas después de la marcha por las heridas sufridas en la cabeza. |
| 15 de octubre      | Sadam al-'Abed Muhammad Shalash                 | 27          | Campamento de Jabalia  | A-Sayfa                            | Una bala israelí le destrozó el muslo cuando lanzaba piedras hacia los soldados con una honda. Murió al día siguiente a consecuencia de las heridas. |
| 23 de octubre      | Muntasser Muhammad Isma'il al-Baz               | 18          | Campamento de Nuseirat | A-Sureij                           | Un francotirador israelí lo mató de un tiro en la cabeza cuando les arrojaba piedras desde una distancia de varias docenas de metros. |
| 26 de octubre      | 'Ayesh Ghassan 'Ayesh Sha'th                    | 21          | Al-Fukhari             | Khuza'a                            | |
| 26 de octubre      | Yihya Bader Muhammad al-Hasanat                 | 37          | Al-Mughraqa            | Campamento de Bureij               | Murió de un disparo en la cabeza cuando intentaba cortar la valla fronteriza. |
| 26 de octubre      | Nassar Iyad Nassar Abu Tayyem                   | 19          | Bani Suheila           | Khuza'a                            | Miembro del ala militar de Hamás, abatido durante la marcha de protesta al este de Khuza'a. |
| 26 de octubre      | Ahmad Sa'id 'Abd al-'Aziz Abu Libdah            | 22          | Bani Suheila           | Khuza'a                            | Miembro del ala militar de Hamás, murió de un disparo en el pecho. |
| 26 de octubre      | Ahmad Khaled Salman a-Najar                     | 21          | Khuza'a                | Khuza'a                            | Un soldado israelí le disparó en el abdomen cuando arrojaba piedras hacia la valla. Fue trasladado a un hospital en Hebrón, donde murió a causa de las heridas el 7 de noviembre. |
| 26 de octubre      | Mujahed Ziad Zaki 'Aqel                         | 24          | Campamento de Nuseirat | Campamento de Bureij               | Recibió el disparo de un francotirador israelí en un muslo, y murió al día siguiente en el hospital. |
| 26 de octubre      | Muhammad Khaled Mahmoud 'Abd a-Nabi             | 27          | Campamento de Jabalia  | Campamento de Jabalia              | Un francotirador israelí lo mató de un tiro en la cabeza mientras se manifestaba. Según la ONG israelí B'Tselem, no estaba tomando parte en enfrentamientos cuando fue abatido. |
| 29 de octubre      | Muhammad 'Abd al-Hai Ahmad Abu 'Abadi           | 25          | Campamento de Shati    | Al norte de a-Shaifa               | Murió de un disparo en el pecho. |
| 9 de noviembre     | Rami Wael Ishaq Qahman                          | 28          | a-Shaburah             | Al este de Rafah                   | Un soldado israelí le disparó en la nuca mientras se manifestaba. |
| 11 de diciembre    | Ahmad Yasser Sabri Abu 'Abed                    | 4           | Jan Yunis              | Al norte de Khuza'a                | Ahmad iba de la mano de su padre en la manifestación. La metralla de un proyectil israelí le hirió en la cabeza y el torso. Murió cuatro días después a consecuencia de las heridas. Su padre también resultó herido en la mano. |
| 29 de octubre      | Muhammad 'Abd al-Hai Ahmad Abu 'Abadi           | 25          | Campamento de Shati    | A-Sayfa                            | Murió de un disparo en el pecho mientras se manifestaba. |
| 21 de diciembre    | Maher 'Atiyyah Muhammad Yasin                   | 40          | Campamento de Nuseirat | Al este del campamento de Bureij   | Un francotirador israelí le disparó en la cabeza cuando se encontraba a más de 300 metros de distancia de la valla fronteriza. Agonizó durante horas y murió al final del día. |
| 21 de diciembre    | Ayman Munir Muhammad Shbeir                     | 18          | Deir al-Balah          | Al este del campamento de Bureij   | Estaba con varios amigos intentando romper la concertina que se encuentra a varios metros de la frontera. Murió en el hospital al día siguiente de recibir un disparo en el estómago. |
| 21 de diciembre    | Muhammad Mu'in Khalil Jahjouh                   | 16          | Gaza                   | Al este de Gaza                    | Un francotirador israelí lo mató de un tiro en la espalda. Estaba a más de 100 metros de distancia de la valla fronteriza. |
| 21 de diciembre    | Maher Yasin                                     | 40          |                        | Al este del campamento de Bureij   | Yasin sufría una discapacidad mental y cognitiva. |
| 21 de diciembre    | 'Abd al-'Aziz Ibrahim 'Abd al-'Aziz Abu Shria'h | 28          | Gaza                   | Al este de Gaza.                   | |
| 28 de diciembre    | Karam Muhammad Nu'man Fayad                     | 26          | Jan Yunis              | Al este de Khuza'a.                | Sufría una discapacidad intelectual. Murió de un tiro en la cabeza. |

| Víctimas mortales en 2019 | Víctimas mortales en 2019            | Víctimas mortales en 2019 | Víctimas mortales en 2019 | Víctimas mortales en 2019        | Víctimas mortales en 2019 |
| Fecha de la muerte        | Nombre                               | Edad (años)               | Origen                    | Lugar de la muerte               | Circunstancias de la muerte |
| ------------------------- | ------------------------------------ | ------------------------- | ------------------------- | -------------------------------- | --- |
| 11 de enero               | Amal Mustafa Ahmad a-Taramsi         | 44                        | Gaza                      | Al este de Gaza                  | Un francotirador le disparó en el cuello cuando ella y varias amigas se manifestaban a unos 200 metros de distancia de la valla fronteriza. |
| 14 de enero               | 'Abd a-Ra'uf Isma'il Muhammad Salhah | 13                        | Campamento de Jabalia     | Campamento de Jabalia            | Un soldado israelí le lanzó una granada de gas lacrimógeno que le impactó en la cabeza cuando se encontraba a unos 150 metros de la valla fronteriza y de espaldas a esta.                                                                                      |
| 25 de enero               | Ihab 'Atallah Hussein A'bed          | 24                        | A-Shaburah                | Al este de Rafah                 | Abatido por un francotirador israelí de un disparo en el pecho cuando lanzaba piedras en dirección a la valla fronteriza, a varias docenas de metros de distancia de esta.                                                                                      |
| 29 de enero               | Samir Ghazi Mahmoud a-Nabahin        | 47                        | Campamento de Nuseirat    | Al este del campamento de Bureij | Herido por la explosión de una granada de gas lacrimógeno en la cara en la manifestación del 18 de enero. Murió once días después como consecuencia de las heridas.                                                                                             |
| 3 de febrero              | Ahmad Ghazi A'bbas Abu Jabal         | 29                        | Gaza                      | Al norte de a-Sayfa              | Durante las manifestaciones del 29 de enero, Ahmad lanzó piedras con sus compañeros contra los soldados que se encontraban a varios cientos de metros de ellos. Poco después recibió un disparo en el muslo que le causaría la muerte cinco días después.       |
| 8 de febrero              | Hamzah Muhammad Rushdi Shteiwi       | 17                        | Gaza                      | Al este de Gaza                  | Herido por un disparo de bala en el cuello cuando estaba a más de cien metros de distancia de la valla fronteriza. |
| 8 de febrero              | Hassan Nabil Ahmad Nofal             | 13                        | Jan Yunis                 | Al norte de Khuza'a              | Un francotirador israelí le disparó en el pecho cuando se manifestaba a unos 200 metros de la valla fronteriza. |
| 12 de febrero             | Hassan Nabil Ahmad Nofal             | 16                        | Campamento de Nuseirat    | Al este del campamento de Bureij | Herido en la cabeza por una granada de gas lacrimógeno lanzada por soldados israelíes el 8 de febrero. Agonizó durante cuatro días y finalmente murió a causa de sus heridas.                                                                                   |
| 22 de febrero             | Yusef Sa'id Hussein a-Dayah          | 14                        | Gaza                      | Al este de Gaza                  | Soldados israelíes le dispararon en el pecho cuando se manifestaba a decenas de metros de distancia de la valla. |
| 6 de marzo                | Seif a-Din 'Imad Naser Abu Zeid      | 14                        | Gaza                      | Al este de Gaza                  | Muerto por el disparo de un soldado israelí en la cabeza. |
| 8 de marzo                | Tamer Khaled Mustafa 'Arafat         | 22                        | Rafah                     | Al este de Rafah                 | Un francotirador israelí le disparó en la cabeza durante la manifestación. Agonizó durante horas y murió al final del día. |
| 11 de marzo               | Bassam Sami 'Othman Safi             | 22                        | Jan Yunis                 | Al norte de Khuza'a              | Durante la manifestación del 22 de febrero, cuando se encontraba en torno a 200 metros de la valla fronteriza, Bassam recibió el impacto de una granada de gas lacrimógeno en la cabeza. Estuvo inconsciente veinte días y finalmente sucumbió a sus heridas.   |
| 11 de marzo               | Musa Muhammad 'Abd al-Karim Musa     | 23                        | Deir al-Balah             | Al este del campamento de Bureij | Herido en el estómago por el disparo de un francotirador israelí el 1 de marzo, murió diez días después a causa de las heridas sufridas. |
| 22 de marzo               | Nidal 'Abd al-Karim Ahmad Shatat     | 29                        | Al-Mughraqa               | Al este del campamento de Bureij | Nidal recibió el disparo de un francotirador israelí en la axila cuando se encontraba a decenas de metros de distancia de la valla fronteriza. |
| 23 de marzo               | Jihad Munir Khaled Hararah           | 23                        | Gaza                      | Al este de Gaza                  | Abatido por soldados israelíes durante las manifestaciones frente a la valla fronteriza. Era miembro de la Yihad Islámica palestina. |
| 24 de marzo               | Habib Hamzah 'Abd al-Fatah al-Masri  | 24                        | Gaza                      | Al este de Beit Hanoun           | Herido el 23 de marzo por disparos de soldados israelíes durante una de las marchas nocturnas. Murió al día siguiente. |
| 30 de marzo               | Muhammad Jihad Jawdat Sa'ed          | 20                        | Gaza                      | Al este de Gaza                  | Soldados israelíes lo mataron de un disparo durante una de las marchas nocturnas. Caminaba con muletas. |
| 30 de marzo               | Fares Yusef Fares Abu Hajras         | 25                        | Bani Suheila              | Al este de Khuza'a               | Un francotirador israelí lo mató de un disparo en el estómago. |
| 30 de marzo               | Tamer Hashem 'Issa Abu al-Kheir      | 19                        | Jan Yunis                 | Khuza'a                          | Abatido por francotiradores israelíes en el transcurso de la manifestación. |
| 30 de marzo               | Bilal Mahmoud Sha'ban a-Najar        | 16                        | Bani Suheila              | Khuza'a                          | En el transcurso de la manifestación, Bilal llegó hasta la valla fronteriza y la cruzó, volviendo poco después a la Franja de Gaza. Cuando se encontraba ya a varias docenas de metros de la valla, un francotirador israelí lo mató de un disparo en el pecho. |
| 30 de marzo               | Adham Nidal Saqer 'Amarah            | 17                        | Gaza                      | Al este de Gaza.                 | Muerto por la explosión de una granada aturdidora en la cara. |
| 12 de abril               | Myasarah Musa Suliman Abu Shaluf     | 15                        | Beit Hanoun               | Campamento de Jabalia            | Había acudido a la manifestación y se había aproximado a la valla fronteriza. Tras cortarla, permaneció de pie frente a ella. Poco después recibió un disparo de un francotirador israelí en la cintura que acabaría causándole la muerte.                      |
| 3 de mayo                 | Raed Khalil Mahmoud Abu Teir         | 18                        | Abasan al-Kabira          | Khuza'a                          | Herido en la pelvis por un francotirador israelí, murió poco después de recibir el disparo. |
| 4 de mayo                 | Ramzi Rohi Hassan 'Abdu              | 30                        | Campamento de Nuseirat    | Campamento de Bureij             | Un francotirador israelí lo hirió el 3 de mayo en la cabeza. Murió al día siguiente a consecuencia de las heridas. |
| 10 de mayo                | 'Abdallah Jum'ah Ahmad 'Abd al-'Aal  | 24                        | Rafah                     | Rafah                            | Herido de muerto por soldados israelíes durante las manifestaciones. Era miembro del ala militar de Hamás. |
| 27 de julio               | Ahmad Muhammad 'Abdallah al-Qara     | 22                        | Bani Suheila              | Khuza'a                          | Herido en el estómago por soldados israelíes cuando se encontraba cerca de la valla de concertina. Murió al día siguiente a causa de las heridas recibidas. |
| 31 de agosto              | Badr a-Din Nabil Musa Abu Musa       | 22                        | Jan Yunis                 | Khuza'a                          | Un soldado israelí lo mató de un disparo en la cabeza. |
| 6 de septiembre           | 'Ali Sami 'Ali al-Ashqar             | 17                        | Campamento de Jabalia     | Campamento de Jabalia            | Abatido por un francotirador israelí de un disparo en el pecho durante las manifestaciones que tuvieron lugar cerca del campo de refugiados donde vivía. |
| 6 de septiembre           | Khaled Abu Baker Muhammad a-Reb'i    | 14                        | Gaza                      | Gaza                             | Un francotirador israelí lo mató de un disparo en el pecho durante las manifestaciones al este de la ciudad de Gaza. |
| 27 de septiembre          | Saher 'Awadallah Jaber 'Othman       | 20                        | Rafah                     | Rafah                            | Muerto de un disparo en el pecho realizado por un francotirador israelí. |
| 4 de octubre              | 'Alaa Nizar 'Ayesh Hamdan            | 28                        | Beit Hanoun               | Campamento de Jabalia            | Un francotirador israelí lo mató de un disparo en el pecho cuando se encontraba a unos cien metros de la valla fronteriza. |
| 29 de noviembre           | Fahed Muhammad Walid al-Astal        | 16                        | Khuza'a                   | Khuza'a                          | Soldados israelíes le hirieron de bala en el abdomen cuando se encontraba a docenas de metros de la valla fronteriza. Murió de sus heridas poco después. |

## Reacciones

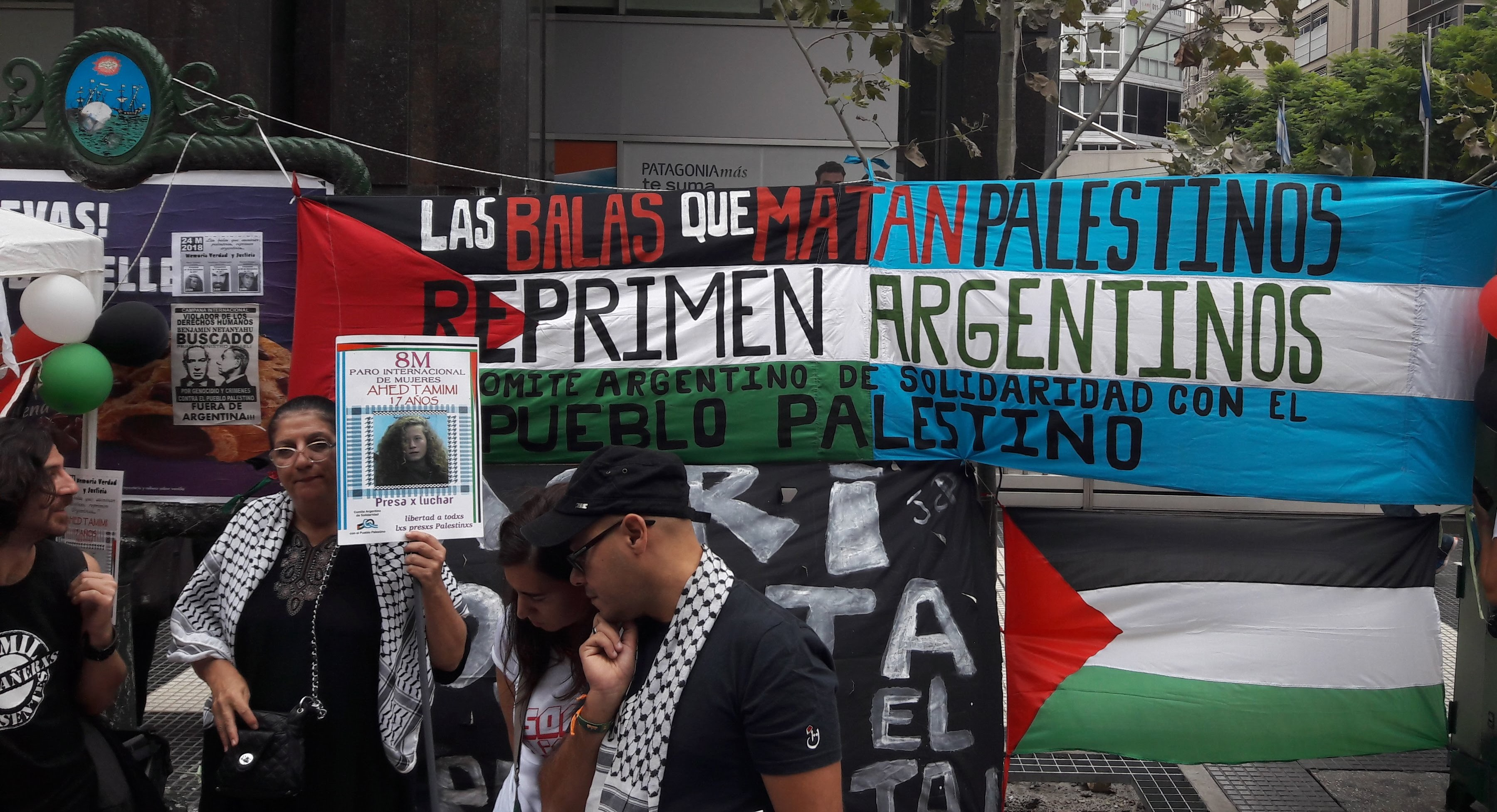
Manifestación en Argentina a favor de los palestinos.

El presidente palestino Mahmoud Abbas declaró un día de luto el 31 de marzo, tras la muerte de 18 manifestantes palestinos. La escalada de la violencia en Gaza ha preocupado en todo el mundo árabe. Jordania y Egipto condenaron el uso de fuerza excesiva por parte de Israel, considerando los acontecimientos recientes como perjudiciales para la consecución de la paz. El presidente turco, Recep Tayyip Erdoğan, y el primer ministro israelí, Benjamin Netanyahu, líderes con mutuo desdén el uno por el otro, intercambiaron acalorados comentarios sobre los enfrentamientos fronterizos; Erdogan calificó la respuesta israelí como un «ataque inhumano» en medio de una creciente crítica internacional del ejército israelí. Turquía expulsó al embajador israelí poco después de que francotiradores israelíes mataran a 60 manifestantes palestinos el 14 de mayo, hecho que fue correspondido con la expulsión del embajador turco en Tel Aviv.

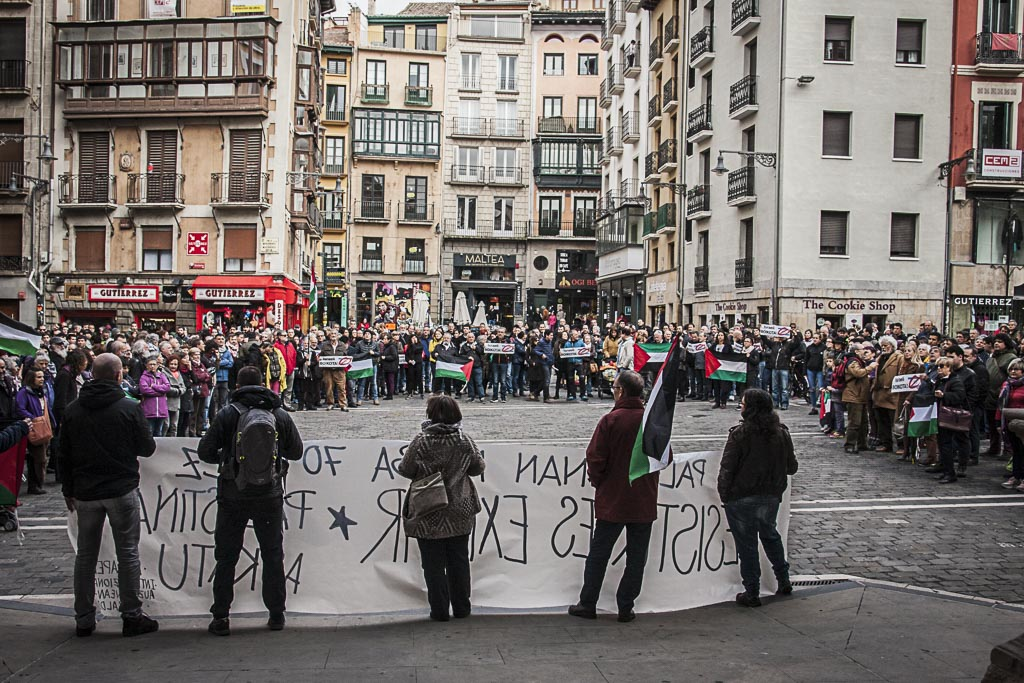
Protesta en España en favor de los manifestantes palestinos.

Indonesia impuso la prohibición de entrar en el país a todo ciudadano israelí, algo a lo que Israel respondió con una medida equivalente; sin embargo, las quejas del sector turístico israelí por las graves pérdidas que esto acarrearía hicieron que Israel retirase la prohibición de entrada de ciudadanos indonesios. En Irlanda, el ministro de Asuntos Exteriores comunicó al embajador israelí su «indignación», mientras que el Primer Ministro Leo Varadkar declaró que «no hay pruebas de que la escala de la amenaza pueda haber justificado tanta violencia y tantos muertos». La oposición en bloque solicitó la expulsión del embajador israelí, pero Varadkar finalmente rechazó la medida. Bélgica llamó a consultas a la embajadora israelí en Bruselas, quien había tildado a los 60 muertos de la manifestación del 14 de mayo de «terroristas». El presidente Charles Michel y el primer ministro Didier Reynders declarando que lo sucedido era «claramente» un uso «desproporcionado de la fuerza contra civiles». Luxemburgo también llamó a consultas a dicha embajadora, que ejerce simultáneamente en Bélgica y Luxemburgo. En la propia Israel hubo una pequeña oposición a las docenas de muertes causadas por su ejército entre los manifestantes de la Marcha del Retorno. En la ciudad de Haifa se organizó una manifestación en contra de la actuación del ejército, en la que participaron «docenas» de manifestantes portando banderas palestinas. La policía israelí detuvo a 21 manifestantes.
Convocado por el embajador kuwaití Mansour Al-Otaibi, el Consejo de Seguridad de las Naciones Unidas inició una reunión de emergencia tras la violencia del 30 de marzo. En la que supondría la 43.ª ocasión en la que Estados Unidos usaba su derecho de veto contra resoluciones del Consejo de Seguridad de las Naciones Unidas contra Israel, dicho país vetó una declaración del Consejo de Seguridad en la que este órgano de la ONU expresaba su «indignación y pena por el asesinato de civiles que ejercen su derecho a la protesta pacífica» y que solicitaba una investigación independiente en torno a los acontecimientos. El ministro de Defensa de Israel, Avigdor Lieberman, rechazó la solicitud afirmando que las acciones de los soldados eran necesarias para asegurar la frontera. El Secretario General de las Naciones Unidas, Antonio Guterres, afirmó que la situación «subraya la urgencia de revitalizar el proceso de paz con el objetivo de crear las condiciones para un regreso a negociaciones significativas».
En mayo de 2018, el Consejo de Derechos Humanos de las Naciones Unidas decidió la creación de una comisión de investigación sobre el estado de los derechos humanos en Cisjordania, Jerusalén Este y la Franja de Gaza. El 26 de julio se anunció que la comisión investigadora estaría encabezada por el jurista estadounidense David Crane, un extrabajador del Pentágono que trabaja como profesor de derecho internacional en la Universidad de Siracusa. Junto con él trabajarían las fiscales Sara Hossein, de Bangladés y con experiencia en la investigación de los derechos humanos en Corea del Norte, y Betty Murungi, keniana y ex-consejera en el Tribunal Penal Internacional para Ruanda. Posteriormente, la presidencia de la comisión investigadora pasó al jurista argentino Santiago Cantón, exsecretario de la Comisión Interamericana de Derechos Humanos.
El informe de esta comisión investigadora del Consejo de Derechos Humanos de la ONU declaró a finales de febrero de 2019 que había «indicios racionales de violaciones de los derechos humanos y de la ley humanitaria internacional, y en algunos casos constitutivos de crímenes de guerra y contra la humanidad» en la actuación de las fuerzas armadas de Israel en la valla fronteriza gazatí. El informe añadía que «las fuerzas de seguridad mataron y causaron mutilaciones de manifestantes palestinos, que no representaban una amenaza inminente de muerte o de lesiones para terceros, cuando fueron tiroteados, y que tampoco participaban en acciones hostiles». El informe puntualizaba que «a pesar de algunas acciones violentas, las marchas no constituían combates ni campañas militares» sino que «eran de naturaleza civil y tenían objetivos políticos». El 22 de marzo, el Consejo de Derechos Humanos de la ONU aceptó dicho informe por una mayoría de 23 votos a favor, 8 en contra y 15 abstenciones.